# Emporia (Kansas)
Emporia es una ciudad ubicada en el de condado de Lyon en el estado estadounidense de Kansas. En el año 2010 tenía una población de 24916 habitantes y una densidad poblacional de 965,74 personas por km².

## Geografía
Emporia se encuentra ubicada en las coordenadas 38°24′29″N 96°11′13″O / 38.40806, -96.18694 (38.408148, -96.187054).

## Demografía
Según la Oficina del Censo en 2000 los ingresos medios por hogar en la localidad eran de $30,809 y los ingresos medios por familia eran $41,571. Los hombres tenían unos ingresos medios de $27,915 frente a los $20,946 para las mujeres. La renta per cápita para la localidad era de $15,157. Alrededor del 17.9% de la población estaban por debajo del umbral de pobreza.

## Educación
El Escuelas Públicas de Emporia gestiona las escuelas públicas que sirven a la ciudad.